# Zultse VV
Zultse VV was een Belgische voetbalploeg uit Zulte. De club had geel-groen als kleuren en was aangesloten bij de KBVB met stamnummer 5381. De ploeg ontstond in 1976 uit een fusie met VC Zulte Sportief en SK Zulte. Het seizoen 2001 kwamen ze uit in de derde nationale klasse. 
Door financiële problemen bij de West-Vlaamse buren KSV Waregem leek een fusie naderbij te komen. Echter was het geen officiële fusie, maar hield KSV Waregem op met bestaan. Vanaf het seizoen 2001/02 speelde Zultse VV verder als SV Zulte Waregem. Zultse VV veranderde zijn naam en verhuisde naar het toenmalige regenboogstadion. 

## Geschiedenis

### Inleiding
Zultse VV is ontstond uit een fusie van Zulte Sportief en SK Zulte. De ploeg wist in 1991 onder trainer Francky Dury te promoveren uit de provenciale reeksen. Sportief en SK Zulte hadden elk hun eigen verhaal in en rond Zulte. Zulte Sportief was opgericht uit initiatief van de eerste club in de stad die na de Eerste Wereldoorlog ophield met bestaan. Terwijl SK Zulte een opportuniteit zag na het failliet gaan van andere clubs. De eerste derby tussen SK Zulte en Zulte Sportief vond plaats op 7 oktober 1951, de stand was 0-0. Van de achttien wedstrijden die ze tegen elkaar hebben gespeeld, won Sportief acht maal en SK haalde het vijf maal.
Na precies 25 seizoenen ging Zultse VV samen met het West-Vlaamse KSV Waregem op in SV Zulte Waregem. Echter hield KSV Waregem op met bestaan en werd het geen officiële fusie.

### Club Zulte Sportief (±1910-1914)
Rond 1910 werd Club Zulte Sportief opgericht. De in Zulte geboren atleet en toneelschrijver Gaston Martens werd de vicevoorzitter. De spelers waren voornamelijk Britse jockeys en staljongens van de Noord-Franse graaf Edouard de Ribaucourt, die in Zulte een stoeterij runde. Aanvankelijk richtte de club zich op het organiseren van eenmalige (vriendschappelijke) wedstrijden en kleine toernooien. Twee jaar later sloten ze zich aan bij de Union Belge des Sociétés de Sports Athlétiques. Maar na het uitbreken van de Eerste Wereldoorlog hield Zulte Sportief op met bestaan.

### VC Zulte Sportief (1935-1976)
Wegens politieke redenen wil Burgemeester Jean Ide van Zulte niet bij het net opgerichte VV Leiezonen horen. In 1935 pleitte hij voor de oprichting van een nieuwe club met katholieke tradities, VC Sportief Zulte, vernoemd naar de eerste club in de stad. Met Nestor Martens, als voorzitter sloot de ploeg zich aan bij de Koninklijke Belgische Voetbalbond (KBVB) onder het stamnummer 2330. Medio 1939, na twee seizoenen bij de KBVB, maakte de club de overstop naar het Katholiek Vlaams Sportverbond (KVS). Doordat VV Leiezonen na de Tweede Wereldoorlog haar activiteiten staakte, was Zulte Sportief de enige club in Zulte. In 1950 besloot de club om zich na elf jaar terug aan te sluiten bij de KBVB met het stamnummer 5381. De club startte dat jaar in Derde provenciale. Door in 1952 de promotie play-offs te winnen, promoveerden ze naar Tweede provenciale. Vier jaar later behaalde Zulte Sportief de promotie naar Eerste provenciale met 6 punten voorsprong op KFC Heusden Sport. 1957 markeerde het beste seizoen in de geschiedenis van Zulte Sportief, waarin het twaalfde eindigde in de Eerste provenciale. Etienne Hostijn, die later trainer was van de ploeg, speelt in 1962 zijn 400ste wedstrijd voor de club en werd hiervoor gehuldigd.  

### Sportkring (SK) Zulte (1947-1976)
Nadat VV Leiezonen ter ziele was gegaan, zag een nieuwe club in 1947 een kans, Sportkring Zulte. Onder leiding van voorzitter Gerard Gyselinck meldde de club zich aan bij de KBVB en krijgt het stamnummer 4683. SK Zulte begon dat jaar in Derde provenciale. In 1953 beleefde de club haar beste seizoen. Een vierde plaats in Tweede provenciale A met evenveel punten als de nummers 2 en 3, VV Drongen en FC Oostakker.

### Zultse Voetbalvereniging (1976-2001)
In 1970 vonden in de gemeenteraad van Zulte de eerste gesprekken plaats over de aanleg van een gemeentelijk sportterein. Dit resulteerde in de eerste fusiegesprekken tussen Zulte Sportief en SK Zulte, aangezien beide clubs gebruik wilden maken van het sportterein. Na zes jaar waren de werkzaamheden aan de nieuwe gemeentelijke sporthal en het sportpark aan de Kastanjelaan in Zulte afgerond. Aangezien er maar één van de twee clubs op het nieuwe terrein mocht gaan spelen, werden de fusiegesprekken van enkele jaren geleden verdergezet, wat leidde tot de oprichting van Zultse VV op 1 juli 1976. 
Onder leiding van trainer Etienne Hostijn startte de ploeg in het seizoen 1976/77 in Tweede Provenciale. Met het stamnummer 5381, speelde Zultse VV hun wedstrijden in het nieuw gebouwde Gemeentelijk Sportstadion Kastanjelaan. Na vijftien seizoenen in de provenciale reeksen wist Zultse VV in 1991 onder leiding van de 33-jarige Francky Dury te promoveren naar de Nationale Vierde Klasse. Vier jaar later won de ploeg met één punt voorsprong op RRC Tournaisien de titel en promoveerde zo naar de Derde Klasse waarna het na twee seizoen terug degradeerde. In het seizoen 1998/99 wist Zultse VV opnieuw te promoveren naar de Derde Klasse met vier punten voorsprong op SK Eernegem. 
Tweede in Derde Klasse met 2 punten achter kampioen KSK Ronse in het seizoen 2000/01, plaatste Zultse VV zich voor de play-offs voor een plaats in Tweede Klasse. Het schakelde Francs Borains uit (5-4 tot.), om vervolgens in ronde twee uitgeschakeld te worden door RCS Visétois (5-3 tot.). Ondertussen slaagde buurclub KSV Waregem, één divisie lager dan Zulte, er niet in om te promoveren vanuit Vierde Klasse. Om faillissement te voorkomen, ging KSV Waregem in overeenkomst en sloot uiteindelijk een fusie met Zultse VV, wat resulteerde in de oprichting van Sportvereniging (SV) Zulte-Waregem, met behoud van Zultse's stamnummer 5381.

## Resultaten
| Seizoen                   | Klasse | Klasse | Klasse | Klasse | Klasse | Klasse |       | Reeks              | Punten | Opmerkingen                                               | Beker |
| Seizoen                   | I      | II     | III    | IV     | P.I    | P.II   | P.III | Reeks              | Punten | Bron:                                                     | Beker |
| ------------------------- | ------ | ------ | ------ | ------ | ------ | ------ | ----- | ------------------ | ------ | --------------------------------------------------------- | ----- |
| 1976/77                   |        |        |        |        |        | 3      |       | Tweede provenciale | 34     |                                                           |       |
| 1977/78                   |        |        |        |        |        | 2      |       | Tweede provenciale | 39     |                                                           |       |
| 1978/79                   |        |        |        |        |        | 4      |       | Tweede provenciale | 39     |                                                           |       |
| 1979/80                   |        |        |        |        |        | 15     |       | Tweede provenciale | 23     |                                                           |       |
| 1980/81                   |        |        |        |        |        |        | 1     | Derde provenciale  | 52     |                                                           |       |
| 1981/82                   |        |        |        |        |        | 9      |       | Tweede provenciale | 28     |                                                           |       |
| 1982/83                   |        |        |        |        |        | 10     |       | Tweede provenciale | 27     |                                                           |       |
| 1983/84                   |        |        |        |        |        | 8      |       | Tweede provenciale | 30     |                                                           |       |
| 1984/85                   |        |        |        |        |        | 11     |       | Tweede provenciale | 25     |                                                           |       |
| 1985/86                   |        |        |        |        |        | 6      |       | Tweede provenciale | 31     |                                                           |       |
| 1986/87                   |        |        |        |        |        | 4      |       | Tweede provenciale | 36     |                                                           |       |
| 1987/88                   |        |        |        |        |        | 1      |       | Tweede provenciale | 43     |                                                           |       |
| 1988/99                   |        |        |        |        | 10     |        |       | Eerste provenciale | 29     |                                                           |       |
| 1989/90                   |        |        |        |        | 11     |        |       | Eerste provenciale | 26     |                                                           |       |
| 1990/91                   |        |        |        |        | 1      |        |       | Eerste provenciale | 46     |                                                           |       |
| 1991/92                   |        |        |        | 7      |        |        |       | Vierde Klasse A    | 30     |                                                           |       |
| 1992/93                   |        |        |        | 5      |        |        |       | Vierde Klasse A    | 35     |                                                           |       |
| 1993/94                   |        |        |        | 3      |        |        |       | Vierde Klasse A    | 39     | Verlies in eindronde voor promotie tegen Racing Jet Wavre |       |
| 1994/95                   |        |        |        | 1      |        |        |       | Vierde Klasse A    | 43     |                                                           |       |
| 1995/96                   |        |        | 14     |        |        |        |       | Derde Klasse A     | 35     |                                                           |       |
| 1996/97                   |        |        | 14     |        |        |        |       | Derde Klasse A     | 32     | Verlies in degradatie eindronde tegen KSV Ingelmunster    |       |
| 1997/98                   |        |        |        | 10     |        |        |       | Vierde Klasse A    | 37     |                                                           |       |
| 1998/99                   |        |        |        | 1      |        |        |       | Vierde Klasse A    | 65     | [ 6 ]                                                     | 1/16  |
| 1999/00                   |        |        | 4      |        |        |        |       | Derde Klasse A     | 47     |                                                           |       |
| 2000/01                   |        |        | 2      |        |        |        |       | Derde Klasse A     | 56     | Verlies in eindronde voor promotie tegen RCS Visétois     |       |
| fusie in SV Zulte Waregem |        |        |        |        |        |        |       |                    |        |                                                           |       |

## Bekende oud-spelers en trainers

### Oud-spelers
- Niall Thompson (1996-1997)
- Fredrik D'hollander (1998-2001)
- Kristof D'hollander (1998-2001)
- Joel Bwalya (1999-2000)[7]
- Wouter Degroote (2000-2001)
- Tessa Wullaert (2008-2012, Dames)

### Oud-trainer
- Francky Dury (1990-1993, 1994-2001)